# Barrio de Ocampo
Barrio de Ocampo är en ort i Mexiko.   Den ligger i kommunen Timilpan och delstaten Mexiko, i den sydöstra delen av landet, 80 km nordväst om huvudstaden Mexico City. Barrio de Ocampo ligger 2 671 meter över havet och antalet invånare är 511.
Terrängen runt Barrio de Ocampo är huvudsakligen kuperad, men åt nordost är den platt. Runt Barrio de Ocampo är det ganska tätbefolkat, med 75 invånare per kvadratkilometer. Närmaste större samhälle är San Andrés Timilpan, 2,1 km öster om Barrio de Ocampo. I omgivningarna runt Barrio de Ocampo växer i huvudsak blandskog.